# Люшненко, Феодосия Николаевна
Феодосия Николаевна Люшненко (4 апреля 1918, село Великий Луг, теперь Пулинского района Житомирской области — ?)  — украинская советская деятельница, новатор сельскохозяйственного производства, звеньевая колхоза имени Ленина Красноармейского (теперь — Пулинского) района Житомирской области. Депутат Верховного Совета УССР 7-8-го созывов. Герой Социалистического Труда (30.04.1966).

## Биография
Родилась в крестьянской семье. Окончила школу в селе Великий Луг на Житомирщине.
Трудовую деятельность начала в 1930-х годах колхозницей.
С 1940-х годов — звеньевая колхоза имени Ленина села Великий Луг Красноармейского района Житомирской области. Выращивала рекордные урожаи хмеля.
Потом — на пенсии в селе Великий Луг Красноармейского (теперь — Пулинского) района Житомирской области.

## Награды
- Герой Социалистического Труда (30.04.1966)
- орден Ленина (30.04.1966)
- орден Октябрьской Революции
- ордена
- медали